# México en la clasificación de Concacaf para la Copa Mundial de Fútbol de 1974
La selección de fútbol de México fue uno de los trece equipos nacionales que participaron en la Clasificación de Concacaf para la Copa Mundial de Fútbol, en la cual definió un representante para la Copa Mundial de Fútbol de 1974 que se desarrollaría en Alemania Occidental.
México ganó comodamente el grupo de la Zona de Norteamérica, tras vencer a sus vecinos Estados Unidos y Canadá.
De ahí pasó a la ronda final, que era el Campeonato de Naciones de la Concacaf 1973, que se realizó en el Estadio Sylvio Cator de Puerto Príncipe, Haití. Este torneo se vio marcado por supuesto vudú haitiano que acechó a la selección, ya que pasaron cosas desafortunadas dentro y fuera del campo.
En el torneo, se empezó con un temeroso empate sin goles ante Guatemala y otro de 1-1 contra Honduras.
Pareció que todo volvió a la realidad, tras derrotar por un apabullante marcador de 8-0 frente a las Antillas Neerlandesas, pero una sorprente Trinidad y Tobago le propinó una goleada de 4-0, que dejó a México sin chances de calificar al Mundial.
El último partido fue contra la anfitriona Haití, que se ganó por la mínima pero solo sirvió para quedar en tercer lugar.

## Sistema de juego
En la primera ronda se repartieron los catorce equipos en seis grupos de dos y tres equipos (cuatro de dos y dos de tres). En ellos todos los equipos se enfrentaban entre sí en formato de ida y vuelta, y el primer clasificado de cada grupo accedía a la segunda ronda.
Los seis equipos clasificados formaron una liguilla en la que todos se enfrentaron a todos y el primer lugar obtendría el pase directo para disputar el Mundial. Todos los partidos de esta fase final coincidirían con el Campeonato de Naciones 1973.

## Sede
| Ciudad de México                |
| ------------------------------- |
| Estadio Azteca                  |
| Capacidad: 110 000 espectadores |
|                                 |

## Jugadores
| #    | Posición           | Nombre                 | Club               |
| ---- | ------------------ | ---------------------- | ------------------ |
| 1    | Portero            | Ignacio Calderón       | Guadalajara        |
| 2    | Portero            | Héctor Brambila        | Atlas              |
| 3    | Portero            | Rafael Puente          | Atlante            |
| 4    | Defensa            | Genaro Bermúdez        | UNAM               |
| 5    | Defensa            | Gustavo Peña           | Monterrey          |
| 6    | Defensa            | Juan Manuel Chavarría  | Guadalajara        |
| 7    | Defensa            | Javier Guzmán          | Cruz Azul          |
| 8    | Defensa            | Guillermo Hernández    | América            |
| 9    | Defensa            | Javier Sánchez Galindo | Cruz Azul          |
| 10   | Defensa            | Eduardo Ramos          | Toluca             |
| 11   | Defensa            | Juan Manuel Álvarez    | Atlético Español   |
| 12   | Defensa            | Arturo Vázquez Ayala   | UNAM               |
| 13   | Centrocampista     | Antonio de la Torre    | UNAM               |
| 14   | Centrocampista     | Héctor Pulido          | Cruz Azul          |
| 15   | Centrocampista     | Pepe Delgado           | Atlas              |
| 16   | Centrocampista     | Juan Manuel Medina     | Cruz Azul          |
| 17   | Centrocampista     | Fernando Bustos        | Cruz Azul          |
| 18   | Centrocampista     | Enrique Borja          | América            |
| 19   | Centrocampista     | Leonardo Cuéllar       | UNAM               |
| 20   | Centrocampista     | Cesáreo Victorino      | Jalisco            |
| 21   | Delantero          | Manuel Lapuente        | Puebla             |
| 22   | Delantero          | José de Jesús Valdez   | León               |
| 23   | Delantero          | Ricardo Chavarín       | Atlas              |
| 24   | Delantero          | Octavio Muciño         | Guadalajara        |
| 25   | Delantero          | Horacio López Salgado  | Cruz Azul          |
| 26   | Delantero          | Juan Manuel Borbolla   | América            |
| 27   | Delantero          | Sergio Ceballos        | América            |
| 28   | Delantero          | Joel Andrade           | Cruz Azul          |
| Ent. | Javier de la Torre | Javier de la Torre     | Javier de la Torre |

## Partidos

### Zona de Norteamérica
| Equipo         | Pts. | PJ | PG | PE | PP | GF | GC | Dif |
| -------------- | ---- | -- | -- | -- | -- | -- | -- | --- |
| México         | 8    | 4  | 4  | 0  | 0  | 8  | 3  | 5   |
| Canadá         | 3    | 4  | 1  | 1  | 2  | 6  | 7  | -1  |
| Estados Unidos | 1    | 4  | 0  | 1  | 3  | 6  | 10 | -4  |

| 24 de agosto de 1972 | Canadá | 0:1 (0:0) | México       | Varsity Stadium, Toronto                                    |                                                             |
|                      |        |           | Borbolla 61' | Asistencia: 14 000 espectadores Árbitro(s): Kenneth Chaplin | Asistencia: 14 000 espectadores Árbitro(s): Kenneth Chaplin |

| 3 de septiembre de 1972 | México                                 | 3:1 (1:0) | Estados Unidos | Estadio Azteca, Ciudad de México                               |                                                                |
|                         | Victorino 14' · Bustos 48' · Borja 60' |           | Roy 78'        | Asistencia: 29 891 espectadores Árbitro(s): Lloyd De Gourville | Asistencia: 29 891 espectadores Árbitro(s): Lloyd De Gourville |

| 6 de septiembre de 1972 | México                    | 2:1 (1:1) | Canadá       | Estadio Azteca, Ciudad de México                               |                                                                |
|                         | Victorino 2' · Bustos 46' |           | Robinson 40' | Asistencia: 30 000 espectadores Árbitro(s): Theodorus Koetsier | Asistencia: 30 000 espectadores Árbitro(s): Theodorus Koetsier |

| 10 de septiembre de 1972 | Estados Unidos | 1:2 (1:1) | México                      | Memorial Coliseum, Los Angeles                             |                                                            |
|                          | Geimer 8'      |           | Ceballos 11' · Borbolla 48' | Asistencia: 9 620 espectadores Árbitro(s): Juan Soto París | Asistencia: 9 620 espectadores Árbitro(s): Juan Soto París |

### Ronda final
| Equipo                | Pts. | PJ | PG | PE | PP | GF | GC | Dif |
| --------------------- | ---- | -- | -- | -- | -- | -- | -- | --- |
| Haití                 | 8    | 5  | 4  | 0  | 1  | 8  | 3  | 5   |
| Trinidad y Tobago     | 6    | 5  | 3  | 0  | 2  | 11 | 4  | 7   |
| México                | 6    | 5  | 2  | 2  | 1  | 10 | 5  | 5   |
| Honduras              | 5    | 5  | 1  | 3  | 1  | 6  | 6  | 0   |
| Guatemala             | 3    | 5  | 0  | 3  | 2  | 4  | 6  | -2  |
| Antillas Neerlandesas | 2    | 5  | 0  | 2  | 3  | 4  | 19 | -15 |

| 30 de noviembre de 1973 | México | 0:0 | Guatemala | Estadio Sylvio Cator, Puerto Príncipe                    |  |
|                         |        |     |           | Asistencia: 12 816 espectadores Árbitro(s): James Highet |  |

| 3 de diciembre de 1973 | Honduras     | 1:1 (0:0) | México            | Estadio Sylvio Cator, Puerto Príncipe                        |                                                              |
|                        | Guifarro 54' |           | López Salgado 73' | Asistencia: 12 816 espectadores Árbitro(s): Werner Winsemann | Asistencia: 12 816 espectadores Árbitro(s): Werner Winsemann |

| 8 de diciembre de 1973                   | México                                                                     | 8:0 (4:0) | Antillas Neerlandesas | Estadio Sylvio Cator, Puerto Príncipe                                   |                                                                         |
|                                          | López Salgado 10' 76' · Muciño 32' 45' 46' 82' · Pulido 35' · Lapuente 78' |           |                       | Asistencia: 14 257 espectadores Árbitro(s): Luis Paulino Siles Calderón | Asistencia: 14 257 espectadores Árbitro(s): Luis Paulino Siles Calderón |
| Peor resultado de Antillas Neerlandesas. |                                                                            |           |                       |                                                                         |                                                                         |

| 14 de diciembre de 1973 | Trinidad y Tobago                            | 4:0 (2:0) | México | Estadio Sylvio Cator, Puerto Príncipe                        |                                                              |
|                         | Cummings 11' 39' · David 52' · Archibald 62' |           |        | Asistencia: 15 361 espectadores Árbitro(s): Werner Winsemann | Asistencia: 15 361 espectadores Árbitro(s): Werner Winsemann |

| 18 de diciembre de 1973 | Haití | 0:1 (0:1) | México    | Estadio Sylvio Cator, Puerto Príncipe                        |                                                              |
|                         |       |           | Borja 30' | Asistencia: 22 354 espectadores Árbitro(s): Toros Kibritjian | Asistencia: 22 354 espectadores Árbitro(s): Toros Kibritjian |

## Estadísticas

### Clasificación general
| Pos. | Selección             | Pts. | PJ | PG | PE | PP | GF | GC | Dif | Rend. |
| ---- | --------------------- | ---- | -- | -- | -- | -- | -- | -- | --- | ----- |
| 1    | México                | 14   | 9  | 6  | 2  | 1  | 18 | 6  | 12  | 77.8% |
| 2    | Trinidad y Tobago     | 13   | 9  | 6  | 1  | 2  | 27 | 8  | 19  | 72.2% |
| 3    | Haití                 | 12   | 7  | 6  | 0  | 1  | 20 | 3  | 17  | 85.7% |
| 4    | Honduras              | 8    | 7  | 2  | 4  | 1  | 11 | 10 | 1   | 57.1% |
| 5    | Guatemala             | 7    | 7  | 2  | 3  | 2  | 6  | 6  | 0   | 50%   |
| 6    | Guayana Neerlandesa   | 5    | 4  | 2  | 1  | 1  | 11 | 4  | 7   | 62.5% |
| 7    | Canadá                | 3    | 4  | 1  | 1  | 2  | 6  | 7  | -1  | 37.5% |
| 8    | Antillas Neerlandesas | 2    | 5  | 0  | 2  | 3  | 4  | 19 | -15 | 20%   |
| 9    | Costa Rica            | 1    | 2  | 0  | 1  | 1  | 4  | 5  | -1  | 25%   |
| 10   | Estados Unidos        | 1    | 4  | 0  | 1  | 3  | 6  | 10 | -4  | 12.5% |
| 11   | El Salvador           | 0    | 2  | 0  | 0  | 2  | 0  | 2  | -2  | 0%    |
| 12   | Puerto Rico           | 0    | 2  | 0  | 0  | 2  | 0  | 12 | -12 | 0%    |
| 13   | Antigua y Barbuda     | 0    | 4  | 0  | 0  | 4  | 3  | 22 | -19 | 0%    |

### Goleadores
| Jugador               |   | PJ |
| --------------------- | - | -- |
| Octavio Muciño        | 4 | 5  |
| Horacio López Salgado | 3 | 6  |
| Juan Manuel Borbolla  | 2 | 4  |
| Cesáreo Victorino     | 2 | 6  |
| Fernando Bustos       | 2 | 6  |
| Enrique Borja         | 2 | 6  |
| Sergio Ceballos       | 1 | 2  |
| Manuel Lapuente       | 1 | 3  |
| Héctor Pulido         | 1 | 7  |